# Julius-Otto-Bund
Der Julius-Otto-Bund ist nach Ernst Julius Otto benannt, der Musikdirektor und Kantor an der Kreuzkirche, der Frauenkirche und der Sophienkirche in Dresden war. Die Initiative zur Gründung des Julius-Otto-Bundes reicht bis in den Dezember 1875 zurück. Der Stiftungstag des Julius-Otto-Bundes ist somit der 30. Dezember 1875. Der Julius-Otto-Bund trat in Dresden die Nachfolge des Allgemeinen Dresdner Sängervereins an, der sich mit der Gründung des Julius-Otto-Bundes am 4. Oktober 1876 auflöste. Der Julius-Otto-Bund umfasste im Jahr 1912, 17 Gesangvereine mit 1155 Sängern und fungierte somit als Dachorganisation der Männergesangvereine in Dresden und Umgebung. Der langjährige Chormeister des Julius-Otto-Bundes war Hugo Richard Jüngst. Das Ende des Julius-Otto-Bundes fällt höchstwahrscheinlich mit den Bombenangriffen auf Dresden im Februar 1945 zusammen.

## Der Wahlspruch des Julius-Otto-Bundes
Die Herzen auf! Zur Andacht stimmt die Seele, Denn Gottes Odem weht im deutschen Lied. Begeistert lauscht dem hohen, hehren Klang, Der treuem deutschen Herzen tief entsprang.

## Mitglieder des Julius-Otto-Bundes (Querschnitt)
- Dresdner Männergesangverein
- Männergesangverein "Liedergruss"